# Virtus Entella 2015-2016
Questa voce raccoglie le informazioni riguardanti la Virtus Entella nelle competizioni ufficiali della stagione 2015-2016.

## Stagione
Nella stagione 2015-2016 la Virtus Entella disputa il suo secondo campionato di Serie B, raccoglie 64 punti con il nono posto finale. Allenata dal confermato Alfredo Aglietti a metà stagione la squadra ligure si trova a sorpresa appena a poche distanza dalla zona Play-off con 28 punti. La stagione si conclude con un inaspettato nono posto, il miglior piazzamento della storia della squadra. Notevole l'apporto di 17 reti del pugliese Francesco Caputo preso dal Bari. Nella Coppa Italia Tim Cup Entella subito fuori nel secondo turno, con la pesante sconfitta (5-0) subita a Cagliari.

## Divise e sponsor
Il fornitore ufficiale di materiale tecnico per la stagione 2015-2016 è Acerbis, mentre gli sponsor ufficiali sono Creditis, Arinox e Due Energie Duferco Group.
| Casa | Trasferta | Terza divisa |

## Organigramma societario
Area direttiva
- Presidente: Antonio Gozzi

Area organizzativa
- Team manager: César
- Dirigente logistica: Delio Lagomarsino
- Addetto agli arbitri: Agostino Prestileo

Area tecnica
- Allenatore: Alfredo Aglietti
- Allenatore in seconda: Simone Masi
- Preparatori atletici: Daniele Sorbell, Alessandro Bulfoni
- Preparatore dei portieri: Sergio Porcù

Area sanitaria
- Responsabile: Lorenzo Marugo
- Medico sociale: Riccardo Saporiti
- Operatore sanitario: Roberto Galli
- Fisioterapista: Remigio Del Sole, Stefano Castello, Alessio Maffei

## Rosa
| N. |                   | Ruolo | Calciatore               |
| -- | ----------------- | ----- | ------------------------ |
| 1  | Italia (bandiera) | P     | Andrea Paroni            |
| 2  | Italia (bandiera) | D     | Valerio Zigrossi         |
| 3  | Mali (bandiera)   | D     | Cheick Keita             |
| 4  | Italia (bandiera) | C     | Gennaro Volpe (capitano) |
| 5  | Italia (bandiera) | D     | Luca Ceccarelli          |
| 6  | Italia (bandiera) | C     | Fabio Gerli              |
| 6  | Italia (bandiera) | C     | Simone Benedetti         |
| 7  | Italia (bandiera) | C     | Lorenzo Staiti           |
| 8  | Italia (bandiera) | C     | Michele Troiano          |
| 9  | Italia (bandiera) | A     | Francesco Caputo         |
| 10 | Italia (bandiera) | A     | Aniello Cutolo           |
| 11 | Italia (bandiera) | C     | Simone Palermo           |
| 12 | Italia (bandiera) | P     | Daniele Borra            |
| 13 | Italia (bandiera) | D     | Luca Zanon               |
| 14 | Italia (bandiera) | C     | Alessio Sestu            |
| 15 | Italia (bandiera) | D     | Michele Pellizzer        |

| N. |                       | Ruolo | Calciatore           |
| -- | --------------------- | ----- | -------------------- |
| 17 | Italia (bandiera)     | A     | Nicolò Fazzi         |
| 18 | Marocco (bandiera)    | C     | Abderazzak Jadid     |
| 19 | Italia (bandiera)     | D     | Simone Iacoponi      |
| 20 | Spagna (bandiera)     | A     | Hector Otin          |
| 21 | Portogallo (bandiera) | C     | Pedro Costa Ferreira |
| 22 | Italia (bandiera)     | P     | Alessandro Iacobucci |
| 23 | Italia (bandiera)     | D     | Simone Sini          |
| 24 | Italia (bandiera)     | D     | Francesco Belli      |
| 25 | Italia (bandiera)     | A     | Ferdinando Sforzini  |
| 25 | Portogallo (bandiera) | A     | Dany Mota            |
| 26 | Italia (bandiera)     | A     | Gaetano Masucci      |
| 27 | Croazia (bandiera)    | A     | Bruno Petković       |
| 31 | Italia (bandiera)     | A     | Samuel Di Carmine    |
| 33 | Italia (bandiera)     | A     | Nicola Stefanelli    |
| 47 | Italia (bandiera)     | C     | Vittorio Argeri      |

## Calciomercato

### Sessione estiva(dal 01/07 al 31/08)
| Acquisti | Acquisti                 | Acquisti         | Acquisti      |
| R.       | Nome                     | da               | Modalità      |
| -------- | ------------------------ | ---------------- | ------------- |
| P        | Daniele Borra            | Taranto          | fine prestito |
| P        | Alessandro Iacobucci     | Parma            | svincolato    |
| D        | Luca Ceccarelli          | Catania          | svincolato    |
| D        | Simone Fantoni           | Forlì            | fine prestito |
| D        | Michele Pellizzer        | Cittadella       | prestito      |
| D        | Leandro Rinaudo          | Bari             | fine prestito |
| D        | Simone Sini              | Roma             | definitivo    |
| D        | Antony Viscardi          | Agropoli         | fine prestito |
| D        | Marco Vittiglio          | Pescara          | svincolato    |
| D        | Luca Zanon               | Fiorentina       | prestito      |
| C        | Vittorio Argeri          | Santarcangelo    | fine prestito |
| C        | Antonio Cardore          | Juve Stabia      | definitivo    |
| C        | Abderazzak Jadid         | Cremonese        | definitivo    |
| C        | Simone Palermo           | Cremonese        | definitivo    |
| C        | Silvano Raggio Garibaldi | Mantova          | fine prestito |
| A        | Alessio Sestu            | Chievo           | prestito      |
| A        | Francesco Caputo         | Bari             | prestito      |
| A        | Nicolò Fazzi             | Fiorentina       | prestito      |
| A        | Matteo Guazzo            | Alessandria      | fine prestito |
| A        | Saber Hraiech            | Piacenza         | fine prestito |
| A        | Stefano Moreo            | Varese           | svincolato    |
| A        | Dany Mota                | Pétange          | prestito      |
| A        | Bruno Petković           | Catania          | prestito      |
| A        | Gerardo Rubino           | Torres           | fine prestito |
| A        | Marco Sansovini          | Pescara          | fine prestito |
| A        | Luca Simeoni             | RapalloBogliasco | fine prestito |

| Cessioni | Cessioni                 | Cessioni       | Cessioni                |
| R.       | Nome                     | a              | Modalità                |
| -------- | ------------------------ | -------------- | ----------------------- |
| P        | Aladin Ayoub             | AltoVicentino  | prestito                |
| P        | Achille Coser            | Südtirol       | svincolato              |
| P        | Ivan Pelizzoli           |                | svincolato              |
| P        | Maarten van der Want     | Olbia          | prestito                |
| D        | Ivano Baldanzeddu        | Verona         | fine prestito           |
| D        | Luca Cecchini            | Teramo         | prestito                |
| D        | César                    |                | fine carriera           |
| D        | Stefano Fantoni          |                | svincolato              |
| D        | Stefano Lanini           | Pistoiese      | prestito                |
| D        | Mateusz Lewandowski      | Pogoń Stettino | fine prestito           |
| D        | Alessandro Ligi          | Bari           | fine prestito           |
| D        | Leandro Rinaudo          | L.R. Vicenza   | definitivo              |
| D        | Michele Russo            | Cremonese      | svincolato              |
| D        | Antony Viscardi          | Lavagnese      | prestito                |
| D        | Marco Vittiglio          | Fidelis Andria | prestito                |
| C        | Cristian Battocchio      | Watford        | fine prestito           |
| C        | Stefano Botta            |                | svincolato              |
| C        | Antonio Cardore          | Martina        | prestito                |
| C        | Francesco Di Tacchio     | Pisa           | definitivo              |
| C        | Andrea Mazzarani         | Modena         | fine prestito           |
| C        | Silvano Raggio Garibaldi | Mantova        | definitivo              |
| C        | Paolo Valagussa          | Renate         | prestito                |
| A        | Saber Hraiech            | Piacenza       | definitivo              |
| A        | Eric Lanini              | Palermo        | fine prestito           |
| A        | Mickaël Latour           |                | svincolato              |
| A        | Antonio Rozzi            | Lazio          | fine prestito           |
| A        | Gerardo Rubino           | Viareggio 2014 | definitivo              |
| A        | Marco Sansovini          | Pescara        | definitivo (0,04 mln €) |
| A        | Luca Simeoni             | OltrepoVoghera | definitivo              |

### Operazioni tra le due sessioni
| Acquisti | Acquisti | Acquisti | Acquisti |
| R.       | Nome     | da       | Modalità |
| -------- | -------- | -------- | -------- |

| Cessioni | Cessioni      | Cessioni | Cessioni   |
| R.       | Nome          | a        | Modalità   |
| -------- | ------------- | -------- | ---------- |
| A        | Matteo Guazzo | Parma    | svincolato |
| A        | Stefano Moreo | Teramo   | prestito   |

### Sessione invernale(dal 04/01 all'1/02)
| Acquisti         | Acquisti          | Acquisti      | Acquisti      |
| R.               | Nome              | da            | Modalità      |
| ---------------- | ----------------- | ------------- | ------------- |
| D                | Simone Benedetti  | Cagliari      | prestito      |
| A                | Samuel Di Carmine | Perugia       | definitivo    |
| Altre operazioni |                   |               |               |
| R.               | Nome              | da            | Modalità      |
| P                | Dimitri Ferrada   | Lavagnese     | definitivo    |
| D                | Joel Baraye       | Brescia       | prestito      |
| D                | Antony Viscardi   | Lavagnese     | fine prestito |
| D                | Davide Zuppinger  | Lavagnese     | definitivo    |
| A                | Marcello Di Fabio | Hansa Rostock | definitivo    |
| A                | Lorenzo Mitta     | Inter         | definitivo    |

| Cessioni         | Cessioni            | Cessioni       | Cessioni      |
| R.               | Nome                | a              | Modalità      |
| ---------------- | ------------------- | -------------- | ------------- |
| A                | Nicolò Fazzi        | Fiorentina     | fine prestito |
| A                | Bruno Petković      | Catania        | fine prestito |
| A                | Ferdinando Sforzini | Pavia          | definitivo    |
| Altre operazioni |                     |                |               |
| R.               | Nome                | a              | Modalità      |
| D                | Antony Viscardi     | Fezzanese      | prestito      |
| D                | Davide Zuppinger    | Sestri Levante | prestito      |
| C                | Fabio Gerli         | Santarcangelo  | prestito      |
| A                | Marcello Di Fabio   | Vado           | prestito      |

## Risultati

### Serie B

#### Girone di andata
| Arbitro: | Abbattista (Molfetta) |

|             |           |  |
| Antonini 4’ | Marcatori |  |

| Arbitro: | Pairetto (Nichelino) |

|                        |           |            |
| Sestu 45+1’ Caputo 50’ | Marcatori | 16’ Ragusa |

| Arbitro: | Marini (Roma) |

|             |           |  |
| Manconi 60’ | Marcatori |  |

| Arbitro: | Candussio (Cervignano del Friuli) |

|                   |           |                                               |
| Costa Ferreira 1’ | Marcatori | 32’ (rig.) Giannetti 67’ (rig.), 90+1’ Farias |

| Arbitro: | Pasqua (Tivoli) |

|                                                     |           |                          |
| Scozzarella 23’ (rig.) Barillà 45+2’ Citro 67’, 77’ | Marcatori | 35’ Troiano 74’ Petković |

| Arbitro: | Pinzani (Empoli) |

|             |           |  |
| Masucci 42’ | Marcatori |  |

| Perugia 11 ottobre 2015, ore 15:00 CEST 7ª giornata | Perugia           | 0 – 0 referto | Virtus Entella | Stadio Renato Curi (8 642 spett.)\| Arbitro: \| Sacchi (Macerata) \| |
| Arbitro:                                            | Sacchi (Macerata) |               |                |                                                                      |

| Arbitro: | Baracani (Firenze) |

|                   |           |  |
| Costa Ferreira 9’ | Marcatori |  |

| Bari 24 ottobre 2015, ore 15:00 CEST 9ª giornata | Bari            | 0 – 0 referto | Virtus Entella | Stadio San Nicola (16 704 spett.)\| Arbitro: \| La Penna (Roma) \| |
| Arbitro:                                         | La Penna (Roma) |               |                |                                                                    |

| Chiavari 27 ottobre 2015, ore 20:30 CET 10ª giornata | Virtus Entella | 0 – 0 referto | Livorno | Stadio comunale (1 889 spett.)\| Arbitro: \| Nasca (Bari) \| |
| Arbitro:                                             | Nasca (Bari)   |               |         |                                                              |

| La Spezia 1º novembre 2015, ore 17:30 CET 11ª giornata | Spezia           | 0 – 0 referto | Virtus Entella | Stadio Alberto Picco (7 354 spett.)\| Arbitro: \| Maresca (Napoli) \| |
| Arbitro:                                               | Maresca (Napoli) |               |                |                                                                       |

| Arbitro: | Manganiello (Pinerolo) |

|                          |           |               |
| Caputo 17’ Pellizzer 66’ | Marcatori | 12’, 34’ Ganz |

| Arbitro: | Serra (Torino) |

|          |           |                        |
| Masi 81’ | Marcatori | 28’ Caputo 36’ Masucci |

| Arbitro: | Abbattista (Molfetta) |

|                   |           |              |
| Caputo 70’ (rig.) | Marcatori | 28’ Di Cecco |

| Arbitro: | Marini (Roma) |

|  |           |            |
|  | Marcatori | 79’ Caputo |

| Chiavari 4 dicembre 2015, ore 19:00 CET 16ª giornata | Virtus Entella      | 0 – 0 referto | Brescia | Stadio comunale (1 963 spett.)\| Arbitro: \| Aureliano (Bologna) \| |
| Arbitro:                                             | Aureliano (Bologna) |               |         |                                                                     |

| Arbitro: | Baracani (Firenze) |

|                   |           |  |
| Caputo 74’ (rig.) | Marcatori |  |

| Arbitro: | Martinelli (Roma) |

|                           |           |  |
| Memushaj 33’ Lapadula 87’ | Marcatori |  |

| Arbitro: | Di Paolo (Avezzano) |

|                                                       |           |            |
| Costa Ferreira 10’ Caputo 54’ (rig.), 58’ Masucci 83’ | Marcatori | 13’ Galano |

| Arbitro: | Sacchi (Macerata) |

|                           |           |  |
| Trotta 4’ L. Castaldo 86’ | Marcatori |  |

| Arbitro: | Aureliano (Bologna) |

|             |           |                         |
| Masucci 27’ | Marcatori | 9’ Martella 24’ Capezzi |

#### Girone di ritorno
| Arbitro: | Chiffi (Padova) |

|                                                 |           |  |
| Masucci 28’ Caputo 31’ (rig.), 34’ Iacoponi 39’ | Marcatori |  |

| Arbitro: | La Penna (Roma) |

|                              |           |  |
| Ciano 45’ (rig.) Caldara 57’ | Marcatori |  |

| Arbitro: | Manganiello (Pinerolo) |

|             |           |  |
| Masucci 73’ | Marcatori |  |

| Arbitro: | Di Paolo (Avezzano) |

|                   |           |  |
| Farias 77’ (rig.) | Marcatori |  |

| Arbitro: | Sacchi (Macerata) |

|                                                                       |           |  |
| Jadid 16’ Troiano 55’ (rig.) Di Carmine 67’ (rig.) Costa Ferreira 85’ | Marcatori |  |

| Arbitro: | Martinelli (Roma) |

|                         |           |                                        |
| Scavone 24’ Malonga 26’ | Marcatori | 54’, 69’ Di Carmine 66’ (rig.) Troiano |

| Arbitro: | Chiffi (Padova) |

|                                |           |           |
| Masucci 7’ Caputo 90+3’ (rig.) | Marcatori | 87’ Prcić |

| Arbitro: | Abbattista (Molfetta) |

|                        |           |                            |
| R. Colombo 29’ Buș 47’ | Marcatori | 20’ Troiano 90+3’ Iacoponi |

| Arbitro: | Maresca (Napoli) |

|                        |           |  |
| Caputo 57’ Masucci 64’ | Marcatori |  |

| Livorno 12 marzo 2016, ore 15:00 CET 31ª giornata | Livorno                | 0 – 0 referto | Virtus Entella | Stadio Armando Picchi (5 652 spett.)\| Arbitro: \| Manganiello (Pinerolo) \| |
| Arbitro:                                          | Manganiello (Pinerolo) |               |                |                                                                              |

| Arbitro: | La Penna (Roma) |

|                |           |               |
| Caputo 6’, 56’ | Marcatori | 51’, 73’ Nenê |

| Arbitro: | Serra (Torino) |

|                     |           |            |
| Iacoponi 63’ (aut.) | Marcatori | 15’ Caputo |

| Arbitro: | Chiffi (Padova) |

|                |           |                          |
| Caputo 8’, 53’ | Marcatori | 58’, 59’ (rig.) Ceravolo |

| Arbitro: | Pinzani (Empoli) |

|                  |           |                         |
| Di Francesco 11’ | Marcatori | 4’ Pellizzer 26’ Cutolo |

| Arbitro: | Martinelli (Roma) |

|            |           |  |
| Caputo 20’ | Marcatori |  |

| Arbitro: | Abisso (Palermo) |

|                           |           |  |
| Embalo 36’ Mazzitelli 85’ | Marcatori |  |

| Arbitro: | Pezzuto (Lecce) |

|  |           |             |
|  | Marcatori | 18’ Troiano |

| Chiavari 30 aprile 2016, ore 15:00 CEST 39ª giornata | Virtus Entella   | 0 – 0 referto | Pescara | Stadio comunale (2 911 spett.)\| Arbitro: \| Maresca (Napoli) \| |
| Arbitro:                                             | Maresca (Napoli) |               |         |                                                                  |

| Arbitro: | La Penna (Roma) |

|                           |           |             |
| D'Elia 57’ Giacomelli 71’ | Marcatori | 15’ Troiano |

| Arbitro: | Nasca (Bari) |

|                                             |           |  |
| Staiti 12’ Masucci 34’ Palermo 37’ Sini 63’ | Marcatori |  |

| Arbitro: | Minelli (Varese) |

|               |           |  |
| Torromino 37’ | Marcatori |  |

### Coppa Italia
| Arbitro: | Abbattista (Molfetta) |

|                                                              |           |  |
| Melchiorri 32’, 71’ Belli 34’ (aut.) Capuano 40’ Dessena 75’ | Marcatori |  |

## Statistiche

### Statistiche di squadra
| Competizione | Punti         | In casa | In casa | In casa | In casa | In casa | In casa | In trasferta | In trasferta | In trasferta | In trasferta | In trasferta | In trasferta | Totale | Totale | Totale | Totale | Totale | Totale | DR  |
| Competizione | Punti         | G       | V       | N       | P       | Gf      | Gs      | G            | V            | N            | P            | Gf           | Gs           | G      | V      | N      | P      | Gf     | Gs     | DR  |
| ------------ | ------------- | ------- | ------- | ------- | ------- | ------- | ------- | ------------ | ------------ | ------------ | ------------ | ------------ | ------------ | ------ | ------ | ------ | ------ | ------ | ------ | --- |
| Serie B      | 64            | 21      | 12      | 7       | 2       | 36      | 15      | 21           | 5            | 6            | 10           | 15           | 25           | 42     | 17     | 13     | 12     | 51     | 40     | +11 |
| Coppa Italia | secondo turno | 0       | 0       | 0       | 0       | 0       | 0       | 1            | 0            | 0            | 1            | 0            | 5            | 1      | 0      | 0      | 1      | 0      | 5      | -5  |
| Totale       | 64            | 21      | 12      | 7       | 2       | 36      | 15      | 22           | 5            | 6            | 11           | 15           | 30           | 43     | 17     | 13     | 13     | 51     | 45     | +6  |

### Andamento in campionato
| Giornata  | 1  | 2  | 3  | 4  | 5  | 6  | 7  | 8  | 9  | 10 | 11 | 12 | 13 | 14 | 15 | 16 | 17 | 18 | 19 | 20 | 21 | 22 | 23 | 24 | 25 | 26 | 27 | 28 | 29 | 30 | 31 | 32 | 33 | 34 | 35 | 36 | 37 | 38 | 39 | 40 | 41 | 42 |
| --------- | -- | -- | -- | -- | -- | -- | -- | -- | -- | -- | -- | -- | -- | -- | -- | -- | -- | -- | -- | -- | -- | -- | -- | -- | -- | -- | -- | -- | -- | -- | -- | -- | -- | -- | -- | -- | -- | -- | -- | -- | -- | -- |
| Luogo     | T  | C  | T  | C  | T  | C  | T  | C  | T  | C  | T  | C  | T  | C  | T  | C  | C  | T  | C  | T  | C  | C  | T  | C  | T  | C  | T  | C  | T  | C  | T  | C  | T  | C  | T  | C  | T  | T  | C  | T  | C  | T  |
| Risultato | P  | V  | P  | P  | P  | V  | N  | V  | N  | N  | N  | N  | V  | N  | V  | N  | V  | P  | V  | P  | P  | V  | P  | V  | P  | V  | V  | V  | N  | V  | N  | N  | N  | N  | V  | V  | P  | V  | N  | P  | V  | P  |
| Posizione | 12 | 11 | 16 | 18 | 21 | 17 | 15 | 13 | 13 | 13 | 14 | 13 | 10 | 12 | 10 | 10 | 8  | 8  | 8  | 10 | 11 | 9  | 9  | 9  | 10 | 8  | 8  | 6  | 7  | 6  | 7  | 7  | 7  | 9  | 9  | 8  | 9  | 7  | 8  | 9  | 8  | 9  |

Fonte:  Serie B – Classifiche, su sport.sky.it, Sky Sport. URL consultato il 17 settembre 2015 (archiviato dall'url originale l'11 settembre 2014).
Legenda:

Luogo: C = Casa; T = Trasferta. Risultato: V = Vittoria; N = Pareggio; P = Sconfitta.